# На'акуето Ла'аб
На'акуето Ла'аб — негус Ефіопії з династії Загве. Був сином царя Кедуса Гарбе.

## Правління
Легенда свідчить, що цариця Маскаль Кібра переконала свого чоловіка, негуса Лалібелу, відректись від престолу на користь На'акуето Ла'аба, утім за 18 місяців, коли солдати молодого царя забрали у селянина останню корову для царського столу, цариця переконала Лалібелу повернути собі трон. Історики припускають, що кінець правління царя Лалібели не був мирним. Такі джерела вказують, що На'акуето об'єднував усіх невдоволених правлінням негуса в країні, тому він зміг узурпувати владу. Утім правління На'акуето Ла'аб було нетривалим — Єтбарак повернув собі батьків трон.